# Vincent Vincent and the Villains
Vincent Vincent and the Villains var ett brittiskt indieband, bildat 2003. Vincent Vincent var sångaren och frontfiguren i bandet. Bandet gjorde sin sista spelning tillsammans den 13 september 2008.

## Medlemmar
- Vincent Vincent – sång, gitarr
- Alex Cox – trummor
- Tom Bailey – gitarr
- Will Church – basgitarr

## Diskografi

### Studioalbum
- 2008 – Gospel Bombs

### Singlar
- 2004 – "On My Own"
- 2005 – "Blue Boy"
- 2005 – "Johnny Two Bands"
- 2006 – "I'm Alive" / "There Is A Cloud"
- 2007 – "Pretty Girl"